# Sandrandøje
Sandrandøjen (Hipparchia semele) er en sommerfugl i takvingefamilien. Den er vidt udbredt i Europa og østpå i det vestlige og sydlige Rusland. Det er den største randøje i Danmark, hvor den findes langs hele den jyske vestkyst, på Djursland, langs sydkysten af Limfjorden, på Samsø og Læsø, på nordkysten af Sjælland og ved kysten på Bornholm. Sandrandøjen holder som navnet antyder til på sandede lokaliteter, heder, klitter, strandoverdrev eller klippeheder. Den holder af at sidde og sole sig på den bare jord og er her så godt kamufleret, at den er meget svær at få øje på. Man kan se sommerfuglen i perioden mellem 1. juli og midten af september.

## Udseende
Der er meget stor variation i sandrandøjens udseende. Vingefanget er op til 56 mm, hunnen er normalt størst og har de største øjepletter. I hvile sidder sommerfuglen med vingerne klappet sammen og forvingerne næsten skjult af bagvingerne. Men forstyrres sommerfuglen løfter den forvingerne, så øjepletten kommer til syne.

## Livscyklus
Efter æggene er lagt, går der 2 – 3 uger før larven kommer frem. Larven overvintrer. Næste forår i marts begynder den at vågne op igen og omkring 1. juni forpupper den sig. Puppen laves i et lille hul i jorden, som larven graver og forer med silke. Først efter 4 – 5 uger klækkes puppen og den voksne sommerfugl kommer frem.

## Foderplanter
Den voksne sommerfugl søger til blomster som Timian, hedelyng, klokkelyng, tidsel og mandstro. Larven lever af græsser som fåresvingel, hvene, opret hejre, rottehale og hjælme.